# Liste der Staatsoberhäupter 615
Übersicht
◄◄ | ◄ | 611 | 612 | 613 | 614 | Liste der Staatsoberhäupter 615 | 616 | 617 | 618 | 619 | ► | ►►

Weitere Ereignisse

## Afrika
- Aksumitisches Reich
  - König: Armah (614–ca. 640)

## Amerika
- Maya
  - Copán
    - Herrscher: Butz' Chan (578–628)

  - Palenque
    - Herrscher: Sak-K'uk' (612–615)
    - Herrscher: K'inich Janaab Pakal I. (615–683)

  - Tikal
    - Herrscher: Animal Skull (um 593–628)

  - Toniná
    - Herrscher: K'inich Hix Chapat (595–665)

## Asien
- Bagan
  - König: Popa Sawrahan (613–640)

- China
  - Kaiser: Sui Yangdi (604–617)

- Östliches Reich der Gök-Türken
  - Khan: Shih-pi (609–619)

- Westliches Reich der Gök-Türken
  - Khan: Shih-kuei (603–618)

- Iberien (Kartlien)
  - König: Stefanos I. (ca. 590–627)

- Indien
  - Nordindien: Harsha (606–647)
  - Chalukya
    - König: Pulakesi II. (609–642)

  - Pallava
    - König: Simha Vishnu (575–615)
    - König: Mahendra Varman I. (615–630)

  - Pandya
    - König: Maravarman Avani Culamani (590–620)

- Japan
  - Kaiser: Suiko (592–628)

- Korea
  - Baekje
    - König: Mu (600–641)

  - Goguryeo
    - König: Yeongyang (590–618)

  - Silla
    - König: Jinpyeong (579–632)

- Sassanidenreich
  - Schah (Großkönig): Chosrau II. (590–628)

- Tibet
  - König: Namri Songtsen (ca. 601–617)

## Europa
- Awarisches Reich
  - Khagan: Baian II. (602–617)

- England (Heptarchie) 
  - East Anglia
    - König: Rædwald (593/599–625)

  - Essex
    - König: Sæberht (604–617)

  - Kent
    - König: Æthelberht (560/585–616/618)

  - Mercia
    - König: Ceorl (606–626)

  - Northumbria
    - König: Æthelfrith (592–616)

  - Wessex
    - König: Cynegils (611–642) und Cwichelm (611–636)

- Fränkisches Reich
  - König: Chlothar II.  (613–629)
  - Herzogtum Baiern: Garibald II. (610–630)

- Langobardenreich
  - König: Agilulf (590–615)
  - König: Adaloald (615–626)
  - Autonome langobardische Herzogtümer:
    - Herzog: Arichis I. (591–641)
    - Herzog des Friaul: Taso und Cacco (610–616)
    - Herzog von Spoleto: Theudelapius (601–653)

- Oströmisches Reich
  - Kaiser: Herakleios (610–641)

- Schottland
  - Dalriada
    - König: Eochaid I. (608–629)

  - Strathclyde
    - König: Neithon (612–620)

- Wales
  - Gwynedd
    - König: Cadfan ap Iago (613–625)

- Westgotenreich
  - König: Sisebut (612–621)

## Religiöse Führer
- Papst: Bonifatius IV. (608–615)
- Papst: Adeodatus I. (615–618)
- Patriarch von Konstantinopel: Sergios I. (610–638)